# Nationale
Nationale – stacja linii nr 6 metra  w Paryżu. Stacja znajduje się w 13. dzielnicy Paryża.  Została otwarta 1 marca 1909 r.